# Objet de Hoag
L’objet de Hoag est une galaxie atypique qui prend la forme d'une galaxie à anneau. Elle fut découverte en 1950 par l'astronome Arthur Hoag qui l'identifia comme une nébuleuse planétaire ou une galaxie particulière.

## Caractéristiques
L'objet de Hoag prend la forme d'un anneau presque parfait d'étoiles bleues entourant un noyau plus ancien d'étoiles jaunes. La galaxie est située dans la constellation du Serpent, à environ 600 millions d'années-lumière. Le diamètre apparent du noyau est de 6″, correspondant à 17 ± 0,7 kal, tandis que le diamètre interne de l'anneau est de 28″, soit 75 ± 3 kal, et son diamètre externe de 45″, soit 121 ± 4 kal, légèrement plus grand que la Voie lactée. L'environnement séparant les deux populations stellaires pourrait contenir des amas stellaires trop peu lumineux pour être observés.

## Formation
La plupart des détails de la galaxie restent mystérieux, à commencer par sa formation. Les galaxies à anneau « classiques » sont généralement le produit d'une collision d'une petite galaxie avec une galaxie en forme de disque plus grande. Cette collision produit une onde de densité dans le disque qui produit une apparence d'anneau. Dans le cas de l'objet de Hoag, aucune autre galaxie n'a pu être détectée et le noyau possède une vitesse relative à l'anneau trop faible pour que ce scénario de formation soit probable.
Il a été suggéré que l'objet de Hoag soit le produit d'une « instabilité de barre » extrême qui se serait produite il y a plusieurs milliards d'années dans une galaxie spirale barrée. Schweizer et al. en 1987 ont jugé cette hypothèse improbable du fait que le noyau est sphéroïdal, tandis que celui d'une galaxie spirale barrée a la forme d'un disque, entre autres raisons. Cependant, ils admettent que les preuves sont trop légères pour que ce point particulier puisse être résolu.
Selon une autre hypothèse, il s'agirait d'une collision ou de la capture d'une galaxie par une autre, il y a au moins deux ou trois milliards d'années, selon un processus similaire à la formation des galaxies à anneau polaire.
Quelques galaxies partagent certaines caractéristiques avec l'objet de Hoag, comme un anneau d'étoiles brillant et détaché, mais leur centre est allongé ou barré, et elles peuvent afficher une certaine structure spiralée. Bien qu'aucune n'atteigne le degré de symétrie de l'objet de Hoag, ces galaxies sont désignées comme galaxies de type Hoag.

## Découverte
Au moment de sa découverte en 1950 par Art Hoag, celui-ci émit l'hypothèse que l'anneau était le produit d'une lentille gravitationnelle. Cette idée fut abandonnée par la suite car le noyau et l'anneau possèdent le même décalage vers le rouge et parce que des télescopes plus puissants ont mis en évidence la structure noueuse de l'anneau, structure qui ne serait pas visible dans le cas d'une lentille gravitationnelle.